# Ligio
En la sociedad feudal europea, un ligio era un vínculo incondicional entre un vasallo y su señor. Si un inquilino ocupaba feudos correspondientes a varios señores, sus deberes hacia el señor feudal, a quien había jurado acatamiento ("homenaje ligio"), eran más grandes que las que adeudaba a sus otros señores, a los cuales solo había rendido "homenaje simple".